# 119º Congresso degli Stati Uniti d'America
Il 119º Congresso degli Stati Uniti d'America, formato dalla Camera dei rappresentanti e dal Senato, costituisce dal 3 gennaio 2025 al 3 gennaio 2027 il ramo legislativo del governo federale statunitense; si riunisce a Washington e il mandato ha ricoperto i giorni finali della presidenza di Joe Biden ed i primi due anni della seconda presidenza di Donald Trump. 
La composizione del Congresso è stata determinata dalle elezioni del 2024, tenutesi in contemporanea con le elezioni presidenziali; in conseguenza delle elezioni, il Partito Repubblicano ha mantenuto la sua risicata maggioranza alla Camera ed ha ottenuto la maggioranza al Senato, e con l'inaugurazione di Donald Trump il 20 gennaio 2025, può contare sul controllo di tutti e due i rami del potere legislativo e sul potere esecutivo federali per la prima volta dal 115º Congresso, nel 2017, durante la prima presidenza di Donald Trump.
Il 119° Congresso vede solo tre stati (Maine, Pennsylvania e Wisconsin) con senatori provenienti da diversi partiti, il numero più basso di delegazioni divise da quando è in vigore l'elezione popolare dei senatori nel 1914. La maggioranza alla Camera è più bassa di quella al Senato per la prima volta nella politica moderna.

## Senato

### Riepilogo della composizione
|                               | Partito      | Partito      | Partito | Totale | Vacante |
| ----------------------------- | ------------ | ------------ | ------- | ------ | ------- |
|                               |              |              |         | Totale | Vacante |
| Democratico                   | Indipendente | Repubblicano |         | Totale | Vacante |
| Fine del precedente Congresso | 47           | 4            | 49      | 100    | 0       |
|                               |              |              |         |        |         |
| Inizio (3 gennaio 2025)       | 45           | 2            | 52      | 99     | 1       |
| 10 gennaio 2025               | 45           | 2            | 51      | 98     | 2       |
| 14 gennaio 2025               | 45           | 2            | 52      | 99     | 1       |
| 20 gennaio 2025               | 45           | 2            | 51      | 98     | 2       |
| 21 gennaio 2025               | 45           | 2            | 53      | 100    | 0       |
| % di voti                     | 47%          | 47%          | 53%     |        |         |

### Leadership
| Vicepresidente degli Stati Uniti d'America e Presidente del Senato |                                     |
|                                                                    |                                     |
| Kamala Harris (D) fino al 20 gennaio 2025                          | J. D. Vance (R) dal 20 gennaio 2025 |

| Presidente pro tempore del Senato |
|                                   |
| Chuck Grassley (R)                |

| Leadership della Maggioranza al Senato  |                                          |
|                                         |                                          |
| Leader della Maggioranza John Thune (R) | Whip della Maggioranza John Barrasso (R) |

| Leadership della Minoranza al Senato     |                                      |
|                                          |                                      |
| Leader della Minoranza Chuck Schumer (D) | Whip della Minoranza Dick Durbin (D) |

### Membri
Il numero indica la classe del senatore; nel corso del 2024 sono sottoposti ad elezione tutti i senatori appartenenti alla classe 1.
Alabama
- 2. Tommy Tuberville (R)
- 3. Katie Britt (R)

Alaska
- 2. Dan Sullivan (R)
- 3. Lisa Murkowski (R)

Arizona
- 1. Ruben Gallego (D)
- 3. Mark Kelly (D)

Arkansas
- 2. Tom Cotton (R)
- 3. John Boozman (R)

California
- 1. Adam Schiff (D)
- 3. Alex Padilla (D)

Carolina del Nord
- 2. Thom Tillis (R)
- 3. Ted Budd (R)

Carolina del Sud
- 2. Lindsey Graham (R)
- 3. Tim Scott (R)

Colorado
- 2. John Hickenlooper (D)
- 3. Michael Bennet (D)

Connecticut
- 1. Chris Murphy (D)
- 3. Richard Blumenthal (D)

Dakota del Nord
- 1. Kevin Cramer (R)
- 3. John Hoeven (R)

Dakota del Sud
- 2. Mike Rounds (R)
- 3. John Thune (R)

Delaware
- 1. Lisa Blunt Rochester (D)
- 2. Chris Coons (D)

Florida
- 1. Rick Scott (R)
- 3. Marco Rubio (R) (fino al 20 gennaio 2025)[5]
  -      Ashley Moody (R) (dal 21 gennaio 2025)

Georgia
- 2. Jon Ossoff (D)
- 3. Raphael Warnock (D)

Hawaii
- 1. Mazie Hirono (D)
- 3. Brian Schatz (D)

Idaho
- 2. Jim Risch (R)
- 3. Mike Crapo (R)

Illinois
- 2. Dick Durbin (D)
- 3. Tammy Duckworth (D)

Indiana
- 1. Jim Banks (R)
- 3. Todd Young (R)

Iowa
- 2. Joni Ernst (R)
- 3. Chuck Grassley (R)

Kansas
- 2. Roger Marshall (R)
- 3. Jerry Moran (R)

Kentucky
- 2. Mitch McConnell (R)
- 3. Rand Paul (R)

Louisiana
- 2. Bill Cassidy (R)
- 3. John Neely Kennedy (R)

Maine
- 1. Angus King (I)
- 2. Susan Collins (R)

Maryland
- 1. Angela Alsobrooks (D)
- 3. Chris Van Hollen (D)

Massachusetts
- 1. Elizabeth Warren (D)
- 2. Ed Markey (D)

Michigan
- 1. Elissa Slotkin (D)
- 2. Gary Peters (D)

Minnesota
- 1. Amy Klobuchar (D-DFL)
- 2. Tina Smith (D-DFL)

Mississippi
- 1. Roger Wicker (R)
- 2. Cindy Hyde-Smith (R)

Missouri
- 1. Josh Hawley (R)
- 3. Eric Schmitt (R)

Montana
- 1. Tim Sheehy (R)
- 2. Steve Daines (R)

Nebraska
- 1. Deb Fischer (R)
- 2. Pete Ricketts (R)

Nevada
- 1. Jacky Rosen (D)
- 3. Catherine Cortez Masto (D)

New Hampshire
- 2. Jeanne Shaheen (D)
- 3. Maggie Hassan (D)

New Jersey
- 1. Andy Kim (D)
- 2. Cory Booker (D)

New York
- 1. Kirsten Gillibrand (D)
- 3. Chuck Schumer (D)

Nuovo Messico
- 1. Martin Heinrich (D)
- 2. Ben R. Luján (D)

Ohio
- 1. Bernie Moreno (R)
- 3. J. D. Vance (R) (fino al 10 gennaio 2025)[6]
  -      Jon Husted (R) (dal 21 gennaio 2025)

Oklahoma
- 2. Markwayne Mullin (R)
- 3. James Lankford (R)

Oregon
- 2. Jeff Merkley (D)
- 3. Ron Wyden (D)

Pennsylvania
- 1. David McCormick (R)
- 3. John Fetterman (D)

Rhode Island
- 1. Sheldon Whitehouse (D)
- 2. Jack Reed (D)

Tennessee
- 1. Marsha Blackburn (R)
- 2. Bill Hagerty (R)

Texas
- 1. Ted Cruz (R)
- 2. John Cornyn (R)

Utah
- 1. John Curtis (R)
- 3. Mike Lee (R)

Vermont
- 1. Bernie Sanders (I)
- 3. Peter Welch (D)

Virginia
- 1. Tim Kaine (D)
- 2. Mark Warner (D)

Virginia Occidentale
- 1. Jim Justice (R)
- 2. Shelley Moore Capito (R)

Washington
- 1. Maria Cantwell (D)
- 3. Patty Murray (D)

Wisconsin
- 1. Tammy Baldwin (D)
- 3. Ron Johnson (R)

Wyoming
- 1. John Barrasso (R)
- 2. Cynthia Lummis (R)

## Camera dei rappresentanti

### Riepilogo della composizione
|                               | Partito      | Partito | Totale | Vacante |  |
| ----------------------------- | ------------ | ------- | ------ | ------- |  |
|                               |              |         | Totale | Vacante |  |
| Democratico                   | Repubblicano |         | Totale | Vacante |  |
| Fine del precedente Congresso | 211          | 219     | 430    | 5       |  |
|                               |              |         |        |         |  |
| Inizio (3 gennaio 2025)       | 215          | 219     | 434    | 1       |  |
| 21 gennaio 2025               | 215          | 218     | 433    | 2       |  |
| 5 marzo 2025                  | 214          | 218     | 432    | 3       |  |
| 13 marzo 2025                 | 213          | 218     | 431    | 4       |  |
| 2 aprile 2025                 | 213          | 220     | 433    | 2       |  |
| 21 maggio 2025                | 212          | 220     | 432    | 3       |  |
| 20 luglio 2025                | 212          | 219     | 431    | 4       |  |
| % di voti                     | 49,2%        | 50,8%   |        |         |  |

### Leadership
| Speaker della Camera dei rappresentanti |
|                                         |
| Mike Johnson (R)                        |

| Leadership della Maggioranza alla Camera dei rappresentanti |                                      |
|                                                             |                                      |
| Leader della Maggioranza Steve Scalise (R)                  | Whip della Maggioranza Tom Emmer (R) |

| Leadership della Minoranza alla Camera dei rappresentanti |                                          |
|                                                           |                                          |
| Leader della Minoranza Hakeem Jeffries (D)                | Whip della Minoranza Katherine Clark (D) |

### Membri
Alabama
(5 Repubblicani, 2 Democratici)
- 1. Barry Moore (R)
- 2. Shomari Figures (D)
- 3. Mike D. Rogers (R)
- 4. Robert Aderholt (R)
- 5. Dale Strong (R)
- 6. Gary Palmer (R)
- 7. Terri Sewell (D)

Alaska
(1 Repubblicano)
- "At-large". Nick Begich III (R)

Arizona
(6 Repubblicani, 3 Democratici)
- 1. David Schweikert (R)
- 2. Eli Crane (R)
- 3. Yassamin Ansari (D)
- 4. Greg Stanton (D)
- 5. Andy Biggs (R)
- 6. Juan Ciscomani (R)
- 7. Raúl Grijalva (D) (fino al 13 marzo 2025)

     Vacante
- 8. Abraham Hamadeh (R)
- 9. Paul Gosar (R)

Arkansas
(4 Repubblicani)
- 1. Rick Crawford (R)
- 2. French Hill (R)
- 3. Steve Womack (R)
- 4. Bruce Westerman (R)

California
(43 Democratici, 9 Repubblicani)
- 1. Doug LaMalfa (R)
- 2. Jared Huffman (D)
- 3. Kevin Kiley (R)
- 4. Mike Thompson (D)
- 5. Tom McClintock (R)
- 6. Ami Bera (D)
- 7. Doris Matsui (D)
- 8. John Garamendi (D)
- 9. Josh Harder (D)
- 10. Mark DeSaulnier (D)
- 11. Nancy Pelosi (D)
- 12. Lateefah Simon (D)
- 13. Adam Gray (D)
- 14. Eric Swalwell (D)
- 15. Kevin Mullin (D)
- 16. Sam Liccardo (D)
- 17. Ro Khanna (D)
- 18. Zoe Lofgren (D)
- 19. Jimmy Panetta (D)
- 20. Vince Fong (R)
- 21. Jim Costa (D)
- 22. David Valadao (R)
- 23. Jay Obernolte (R)
- 24. Salud Carbajal (D)
- 25. Raul Ruiz (D)
- 26. Julia Brownley (D)
- 27. George T. Whitesides (D)
- 28. Judy Chu (D)
- 29. Luz Rivas (D)
- 30. Laura Friedman (D)
- 31. Gil Cisneros (D)
- 32. Brad Sherman (D)
- 33. Pete Aguilar (D)
- 34. Jimmy Gomez (D)
- 35. Norma Torres (D)
- 36. Ted Lieu (D)
- 37. Sydney Kamlager-Dove (D)
- 38. Linda Sánchez (D)
- 39. Mark Takano (D)
- 40. Young Kim (R)
- 41. Ken Calvert (R)
- 42. Robert Garcia (D)
- 43. Maxine Waters (D)
- 44. Nanette Barragán (D)
- 45. Derek Tran (D)
- 46. Lou Correa (D)
- 47. Dave Min (D)
- 48. Darrell Issa (R)
- 49. Mike Levin (D)
- 50. Scott Peters (D)
- 51. Sara Jacobs (D)
- 52. Juan Vargas (D)

Carolina del Nord
(10 Repubblicani, 4 Democratici)
- 1. Don Davis (D)
- 2. Deborah Ross (D)
- 3. Greg Murphy (R)
- 4. Valerie Foushee (D)
- 5. Virginia Foxx (R)
- 6. Addison McDowell (R)
- 7. David Rouzer (R)
- 8. Mark Harris (R)
- 9. Richard Hudson (R)
- 10. Pat Harrigan (R)
- 11. Chuck Edwards (R)
- 12. Alma Adams (D)
- 13. Brad Knott (R)
- 14. Tim Moore (R)

Carolina del Sud
(6 Repubblicani, 1 Democratico)
- 1. Nancy Mace (R)
- 2. Joe Wilson (R)
- 3. Sheri Biggs (R)
- 4. William Timmons (R)
- 5. Ralph Norman (R)
- 6. Jim Clyburn (D)
- 7. Russell Fry (R)

Colorado
(4 Democratici, 4 Repubblicani)
- 1. Diana DeGette (D)
- 2. Joe Neguse (D)
- 3. Jeff Hurd (R)
- 4. Lauren Boebert (R)
- 5. Jeff Crank (R)
- 6. Jason Crow (D)
- 7. Brittany Pettersen (D)
- 8. Gabe Evans (R)

Connecticut
(5 Democratici)
- 1. John Larson (D)
- 2. Joe Courtney (D)
- 3. Rosa DeLauro (D)
- 4. Jim Himes (D)
- 5. Jahana Hayes (D)

Dakota del Nord
(1 Repubblicano)
- "At-large". Julie Fedorchak (R)

Dakota del Sud
(1 Repubblicano)
- "At-large". Dusty Johnson (R)

Delaware
(1 Democratico)
- "At-large". Sarah McBride (D)

Florida
(20 Repubblicani, 8 Democratici)
- 1. Jimmy Patronis (R) (dal 2 aprile 2025)
- 2. Neal Dunn (R)
- 3. Kat Cammack (R)
- 4. Aaron Bean (R)
- 5. John Rutherford (R)
- 6. Michael Waltz (R) (fino al 20 gennaio 2025)
Randy Fine (R) (dal 2 aprile 2025)
- 7. Cory Mills (R)
- 8. Mike Haridopolos (R)
- 9. Darren Soto (D)
- 10. Maxwell Frost (D)
- 11. Daniel Webster (R)
- 12. Gus Bilirakis (R)
- 13. Anna Paulina Luna (R)
- 14. Kathy Castor (D)
- 15. Laurel Lee (R)
- 16. Vern Buchanan (R)
- 17. Greg Steube (R)
- 18. Scott Franklin (R)
- 19. Byron Donalds (R)
- 20. Sheila Cherfilus-McCormick (D)
- 21. Brian Mast (R)
- 22. Lois Frankel (D)
- 23. Jared Moskowitz (D)
- 24. Frederica Wilson (D)
- 25. Debbie Wasserman Schultz (D)
- 26. Mario Díaz-Balart (R)
- 27. Maria Elvira Salazar (R)
- 28. Carlos A. Giménez (R)

Georgia
(9 Repubblicani, 5 Democratici)
- 1. Buddy Carter (R)
- 2. Sanford Bishop (D)
- 3. Brian Jack (R)
- 4. Hank Johnson (D)
- 5. Nikema Williams (D)
- 6. Lucy McBath (D)
- 7. Rich McCormick (R)
- 8. Austin Scott (R)
- 9. Andrew Clyde (R)
- 10. Mike Collins (R)
- 11. Barry Loudermilk (R)
- 12. Rick Allen (R)
- 13. David Scott (D)
- 14. Marjorie Taylor Greene (R)

Hawaii
(2 Democratici)
- 1. Ed Case (D)
- 2. Jill Tokuda (D)

Idaho
(2 Repubblicani)
- 1. Russ Fulcher (R)
- 2. Mike Simpson (R)

Illinois
(14 Democratici, 3 Repubblicani)
- 1. Jonathan Jackson (D)
- 2. Robin Kelly (D)
- 3. Delia Ramirez (D)
- 4. Chuy García (D)
- 5. Michael Quigley (D)
- 6. Sean Casten (D)
- 7. Danny K. Davis (D)
- 8. Raja Krishnamoorthi (D)
- 9. Jan Schakowsky (D)
- 10. Brad Schneider (D)
- 11. Bill Foster (D)
- 12. Mike Bost (R)
- 13. Nikki Budzinski (D)
- 14. Lauren Underwood (D)
- 15. Mary Miller (R)
- 16. Darin LaHood (R)
- 17. Eric Sorensen (D)

Indiana
(7 Repubblicani, 2 Democratici)
- 1. Frank J. Mrvan (D)
- 2. Rudy Yakym (R)
- 3. Marlin Stutzman (R)
- 4. Jim Baird (R)
- 5. Victoria Spartz (R)
- 6. Jefferson Shreve (R)
- 7. André Carson (D)
- 8. Mark Messmer (R)
- 9. Erin Houchin (R)

Iowa
(4 Repubblicani)
- 1. Mariannette Miller-Meeks (R)
- 2. Ashley Hinson (R)
- 3. Zach Nunn (R)
- 4. Randy Feenstra (R)

Kansas
(3 Repubblicani, 1 Democratico)
- 1. Tracey Mann (R)
- 2. Derek Schmidt (R)
- 3. Sharice Davids (D)
- 4. Ron Estes (R)

Kentucky
(5 Repubblicani, 1 Democratico)
- 1. James Comer (R)
- 2. Brett Guthrie (R)
- 3. Morgan McGarvey (D)
- 4. Thomas Massie (R)
- 5. Hal Rogers (R)
- 6. Andy Barr (R)

Louisiana
(4 Repubblicani, 2 Democratici)
- 1. Steve Scalise (R)
- 2. Troy Carter (D)
- 3. Clay Higgins (R)
- 4. Mike Johnson (R)
- 5. Julia Letlow (R)
- 6. Cleo Fields (D)

Maine
(2 Democratici)
- 1. Chellie Pingree (D)
- 2. Jared Golden (D)

Maryland
(7 Democratici, 1 Repubblicano)
- 1. Andy Harris (R)
- 2. Johnny Olszewski (D)
- 3. Sarah Elfreth (D)
- 4. Glenn Ivey (D)
- 5. Steny Hoyer (D)
- 6. April McClain-Delaney (D)
- 7. Kweisi Mfume (D)
- 8. Jamie Raskin (D)

Massachusetts
(9 Democratici)
- 1. Richard Neal (D)
- 2. Jim McGovern (D)
- 3. Lori Trahan (D)
- 4. Jake Auchincloss (D)
- 5. Katherine Clark (D)
- 6. Seth Moulton (D)
- 7. Ayanna Pressley (D)
- 8. Stephen Lynch (D)
- 9. William Keating (D)

Michigan
(7 Repubblicani, 6 Democratici)
- 1. Jack Bergman (R)
- 2. John Moolenaar (R)
- 3. Hillary Scholten (D)
- 4. Bill Huizenga (R)
- 5. Tim Walberg (R)
- 6. Debbie Dingell (D)
- 7. Tom Barrett (R)
- 8. Kristen McDonald Rivet (D)
- 9. Lisa McClain (R)
- 10. John James (R)
- 11. Haley Stevens (D)
- 12. Rashida Tlaib (D)
- 13. Shri Thanedar (D)

Minnesota
(4 Democratici, 4 Repubblicani)
- 1. Brad Finstad (R)
- 2. Angie Craig (D-DFL)
- 3. Kelly Morrison (D-DFL)
- 4. Betty McCollum (D-DFL)
- 5. Ilhan Omar (D-DFL)
- 6. Tom Emmer (R)
- 7. Michelle Fischbach (R)
- 8. Pete Stauber (R)

Mississippi
(3 Repubblicani, 1 Democratico)
- 1. Trent Kelly (R)
- 2. Bennie Thompson (D)
- 3. Michael Guest (R)
- 4. Mike Ezell (R)

Missouri
(6 Repubblicani, 2 Democratici)
- 1. Wesley Bell (D)
- 2. Ann Wagner (R)
- 3. Bob Onder (R)
- 4. Mark Alford (R)
- 5. Emanuel Cleaver (D)
- 6. Sam Graves (R)
- 7. Eric Burlison (R)
- 8. Jason T. Smith (R)

Montana
(2 Repubblicani)
- 1. Ryan Zinke (R)
- 2. Troy Downing (R)

Nebraska
(3 Repubblicani)
- 1. Mike Flood (R)
- 2. Don Bacon (R)
- 3. Adrian Smith (R)

Nevada
(3 Democratici, 1 Repubblicano)
- 1. Dina Titus (D)
- 2. Mark Amodei (R)
- 3. Susie Lee (D)
- 4. Steven Horsford (D)

New Hampshire
(2 Democratici)
- 1. Chris Pappas (D)
- 2. Maggie Goodlander (D)

New Jersey
(9 Democratici, 3 Repubblicani)
- 1. Donald Norcross (D)
- 2. Jeff Van Drew (R)
- 3. Herb Conaway (D)
- 4. Chris Smith (R)
- 5. Josh Gottheimer (D)
- 6. Frank Pallone (D)
- 7. Thomas Kean Jr. (R)
- 8. Rob Menendez (D)
- 9. Nellie Pou (D)
- 10. LaMonica McIver (D)
- 11. Mikie Sherrill (D)
- 12. Bonnie Watson Coleman (D)

New York
(19 Democratici, 7 Repubblicani)
- 1. Nick LaLota (R)
- 2. Andrew Garbarino (R)
- 3. Tom Suozzi (D)
- 4. Laura Gillen (D)
- 5. Gregory Meeks (D)
- 6. Grace Meng (D)
- 7. Nydia Velázquez (D)
- 8. Hakeem Jeffries (D)
- 9. Yvette Clarke (D)
- 10. Dan Goldman (D)
- 11. Nicole Malliotakis (R)
- 12. Jerrold Nadler (D)
- 13. Adriano Espaillat (D)
- 14. Alexandria Ocasio-Cortez (D)
- 15. Ritchie Torres (D)
- 16. George Latimer (D)
- 17. Mike Lawler (R)
- 18. Pat Ryan (D)
- 19. Josh Riley (D)
- 20. Paul Tonko (D)
- 21. Elise Stefanik (R)
- 22. John Mannion (D)
- 23. Nick Langworthy (R)
- 24. Claudia Tenney (R)
- 25. Joseph Morelle (D)
- 26. Tim Kennedy (D)

Nuovo Messico
(3 Democratici)
- 1. Melanie Stansbury (D)
- 2. Gabe Vasquez (D)
- 3. Teresa Leger Fernandez (D)

Ohio
(10 Repubblicani, 5 Democratici)
- 1. Greg Landsman (D)
- 2. David Taylor (R)
- 3. Joyce Beatty (D)
- 4. Jim Jordan (R)
- 5. Bob Latta (R)
- 6. Michael Rulli (R)
- 7. Max Miller (R)
- 8. Warren Davidson (R)
- 9. Marcy Kaptur (D)
- 10. Mike Turner (R)
- 11. Shontel Brown (D)
- 12. Troy Balderson (R)
- 13. Emilia Sykes (D)
- 14. David Joyce (R)
- 15. Mike Carey (R)

Oklahoma
(5 Repubblicani)
- 1. Kevin Hern (R)
- 2. Josh Brecheen (R)
- 3. Frank Lucas (R)
- 4. Tom Cole (R)
- 5. Stephanie Bice (R)

Oregon
(5 Democratici, 1 Repubblicano)
- 1. Suzanne Bonamici (D)
- 2. Cliff Bentz (R)
- 3. Maxine Dexter (D)
- 4. Val Hoyle (D)
- 5. Janelle Bynum (D)
- 6. Andrea Salinas (D)

Pennsylvania
(10 Repubblicani, 7 Democratici)
- 1. Brian Fitzpatrick (R)
- 2. Brendan Boyle (D)
- 3. Dwight Evans (D)
- 4. Madeleine Dean (D)
- 5. Mary Gay Scanlon (D)
- 6. Chrissy Houlahan (D)
- 7. Ryan Mackenzie (R)
- 8. Rob Bresnahan (R)
- 9. Dan Meuser (R)
- 10. Scott Perry (R)
- 11. Lloyd Smucker (R)
- 12. Summer Lee (D)
- 13. John Joyce (R)
- 14. Guy Reschenthaler (R)
- 15. Glenn Thompson (R)
- 16. Mike Kelly (R)
- 17. Chris Deluzio (D)

Rhode Island
(2 Democratici)
- 1. Gabe Amo (D)
- 2. Seth Magaziner (D)

Tennessee
(8 Repubblicani, 1 Democratico)
- 1. Diana Harshbarger (R)
- 2. Tim Burchett (R)
- 3. Chuck Fleischmann (R)
- 4. Scott DesJarlais (R)
- 5. Andy Ogles (R)
- 6. John Rose (R)
- 7. Mark Green (R), fino al 20 luglio 2025

     Vacante, dal 20 luglio 2025
- 8. David Kustoff (R)
- 9. Steve Cohen (D)

Texas
(25 Repubblicani, 13 Democratici)
- 1. Nathaniel Moran (R)
- 2. Dan Crenshaw (R)
- 3. Keith Self (R)
- 4. Pat Fallon (R)
- 5. Lance Gooden (R)
- 6. Jake Ellzey (R)
- 7. Lizzie Pannill Fletcher (D)
- 8. Morgan Luttrell (R)
- 9. Al Green (D)
- 10. Michael McCaul (R)
- 11. August Pfluger (R)
- 12. Craig Goldman (R)
- 13. Ronny Jackson (R)
- 14. Randy Weber (R)
- 15. Monica De La Cruz (R)
- 16. Veronica Escobar (D)
- 17. Pete Sessions (R)
- 18. Sylvester Turner (D) (fino al 5 marzo 2025)

     Vacante
- 19. Jodey Arrington (R)
- 20. Joaquín Castro (D)
- 21. Chip Roy (R)
- 22. Troy Nehls (R)
- 23. Tony Gonzales (R)
- 24. Beth Van Duyne (R)
- 25. Roger Williams (R)
- 26. Brandon Gill (R)
- 27. Michael Cloud (R)
- 28. Henry Cuellar (D)
- 29. Sylvia Garcia (D)
- 30. Jasmine Crockett (D)
- 31. John Carter (R)
- 32. Julie Johnson (D)
- 33. Marc Veasey (D)
- 34. Vicente González (D)
- 35. Greg Casar (D)
- 36. Brian Babin (R)
- 37. Lloyd Doggett (D)
- 38. Wesley Hunt (R)

Utah
(4 Repubblicani)
- 1. Blake Moore (R)
- 2. Celeste Maloy (R)
- 3. Mike Kennedy (R)
- 4. Burgess Owens (R)

Vermont
(1 Democratico)
- "At-large". Becca Balint (D)

Virginia
(5 Democratici, 5 Repubblicani, 1 seggio vacante)
- 1. Rob Wittman (R)
- 2. Jen Kiggans (R)
- 3. Bobby Scott (D)
- 4. Jennifer McClellan (D)
- 5. John McGuire (R)
- 6. Ben Cline (R)
- 7. Eugene Vindman (D)
- 8. Don Beyer (D)
- 9. Morgan Griffith (R)
- 10. Suhas Subramanyam (D)
- 11. Gerry Connolly (D), fino al 21 maggio 2025

     Vacante
Virginia Occidentale
(2 Repubblicani)
- 1. Carol Miller (R)
- 2. Riley Moore (R)

Washington
(8 Democratici, 2 Repubblicani)
- 1. Suzan DelBene (D)
- 2. Rick Larsen (D)
- 3. Marie Gluesenkamp Perez (D)
- 4. Dan Newhouse (R)
- 5. Michael Baumgartner (R)
- 6. Emily Randall (D)
- 7. Pramila Jayapal (D)
- 8. Kim Schrier (D)
- 9. Adam Smith (D)
- 10. Marilyn Strickland (D)

Wisconsin
(6 Repubblicani, 2 Democratici)
- 1. Bryan Steil (R)
- 2. Mark Pocan (D)
- 3. Derrick Van Orden (R)
- 4. Gwen Moore (D)
- 5. Scott L. Fitzgerald (R)
- 6. Glenn Grothman (R)
- 7. Tom Tiffany (R)
- 8. Tony Wied (R)

Wyoming
(1 Repubblicano)
- "At-large". Harriet Hageman (R)

#### Membri non votanti
(3 Democratici, 3 Repubblicani)
- Samoa Americane: Amata Coleman Radewagen (R)
- Distretto di Columbia: Eleanor Holmes Norton (D)
- Guam: James Moylan (R)
- Isole Marianne Settentrionali: Kimberlyn King-Hinds (R)
- Porto Rico: Pablo Hernández Rivera (D/PPD)
- Isole Vergini: Stacey Plaskett (D)